# 精靈特派員
《精靈特派員》（日语：Holy Brownie）是日本漫畫家六道神士創作的日本漫畫作品。1996年至1999年在Wanimagazine社的成人漫畫雜誌《COMIC激漫》連載，2001年至2010年在少年畫報社以《YOUNG KING OURs》為中心繼續連載。單行本全6卷。

## 故事簡介
本作是根據幫助鞋匠趕工完成鞋子的小精靈的故事惡搞的獨立單元故事漫畫，但是都有爲人達成心願的小精靈（超越人類存在的精神體）在其中登場，其中的劇情和對白很富有六道神士獨特風格的趣味。
各個故事都是在不同的時空背景下發生的，在正常世界中精靈只能用一晚完成所有的工作(包括了超時代的決戰兵器)，而在童話故事中精靈更是近乎萬能。

## 登場人物

### 主角
皮奧拉
以幫助人們完成心願為己任的精靈，樂於助人達成一般的願望，只是常常出一些不是很一般的任務，對於任務和不正經的夥伴福奧頗有微詞，在福奧亂來時會嚴厲修正它（或祂）。非常忠於被指派的任務，工作態度非常嚴肅乃至於古板，沒有太多自我思考的能力。
福奧
利用職務胡來的精靈，個性輕浮且喜歡引起不必要的騷動，肉身常常被皮奧拉大卸八塊，對於《聖經》和大規模毀滅性武器有關的任務非常拿手。表面上冒失，實際上比皮奧拉有更深沉的思考能力；對於任務與自己的工作，也時常有獨到的見解。

## 用語
精靈能力
1. 附身-精靈可以附身在無意識的物體（如玩偶）或失去意識的生命體（睡著、被擊昏甚至瀕死的肉身），也可以潛入精神得到情報。
2. 化身-精靈可以化身成各種形象出現在人前，由上帝到惡魔，無所不能。
3. 穿梭時空-除了派赴目的地外，到別的時空搬些超時代的工具也是很好用的，福奧也常用這能力找新肉身。
4. 改變物質構成-改變外型，變出武器，把四分五裂的屍塊恢復原狀。

## 出版書籍
| 冊數 | 少年畫報社    | 少年畫報社             | 東立出版社     | 東立出版社             |
| 冊數 | 發售日期      | ISBN                   | 發售日期       | ISBN                   |
| ---- | ------------- | ---------------------- | -------------- | ---------------------- |
| 1    | 2002年6月1日  | ISBN 4-7859-2184-6     | 2003年11月22日 | ISBN 986-11-2263-X     |
| 2    | 2003年7月15日 | ISBN 4-7859-2317-2     | 2003年12月29日 | ISBN 986-11-2264-8     |
| 3    | 2004年7月15日 | ISBN 4-7859-2428-4     | 2005年6月7日   | ISBN 986-11-6144-9     |
| 4    | 2006年9月1日  | ISBN 4-7859-2664-3     | 2006年11月20日 | ISBN 986-11-8803-7     |
| 5    | 2008年3月15日 | ISBN 978-4-7859-2915-2 | 2008年6月30日  | ISBN 978-986-10-1518-7 |
| 6    | 2010年4月23日 | ISBN 978-4-7859-3359-3 | 2010年8月10日  | ISBN 978-986-10-5552-7 |